# Тофаларська мова
То́фська мова́ (тофаларська, карагаська, самоназва тоъфа дыл) — мова тофаларів (тофів), тюркського народу, що проживає на території трьох адміністративних утворень — Тофаларського, Нерхинського і Верхньогутарського сільських поселень, які входять до складу Нижньоудинського району Іркутської області. Чисельність мовців — 93 особи (2010, перепис), що становить 12 % від загальної чисельності тофаларів.
Тофська мова включає дві говірки: алигджерську на сході та гутаринську на заході. Чисельність західних і східних тофів є приблизно рівною.
Тюркська в основі, тофська мова містить рудименти давніших місцевих мов, цілі пласти запозичень із давньої й сучасної монгольської мови, із тунгуських мов.
Починаючи з XVII ст. вона відчула потужний вплив з боку російської мови. Зараз 55,5 % тофаларів вважають її рідною.

## Тайгові мови саянської групи
До тайгового ареалу саянської групи тюркських мов, крім тофаларської, належать також північно-східний (тоджинський) діалект тувинської мови та сойотська й цаатанська мови.

## Писемність
Тофська писемність була створена лише у 1988 р. (на базі кирилиці). За основу була взята російська абетка, до якої додали специфічні знаки, що відповідають особливостям тофської фонетики, а саме һ, ӈ, ө, ү, ә, i.
Перша тофаларська абетка виглядала так:
| А а | Б б | В в | Г г | Ғ ғ | Д д | Е е | Ә ә |
| Ё ё | Ж ж | З з | И и | I i | Й й | К к | Қ қ |
| Л л | М м | Н н | Ң ң | О о | Ө ө | П п | Р р |
| С с | Т т | У у | Ү ү | Ф ф | Х х | Һ һ | Ц ц |
| Ч ч | Ӌ ӌ | Ш ш | Щ щ | Ъ ъ | Ы ы | Ь ь | Э э |
| Ю ю | Я я |     |     |     |     |     |     |

Відсутність додаткових знаків у набірних і комп'ютерних шрифтах приводида до того, що в 1980-1990-х роках при виданні тофаларських текстів використовували російську абетку, а необхідні елементи букв чи цілі букви, яких не вистачало, перед друкуванням домальовували руками.
Процес становлення тофаларської писемності продовжувався й надалі. Нині, згідно «Словника тофаларсько-російського і російсько-тофаларського» видання 2005 року, тофська абетка має 41 літеру й виглядає таким чином:
| А а | Б б | В в | Г г | Ғ ғ | Д д | Е е | Ё ё  |
| Ж ж | З з | И и | i   | Й й | К к | Ӄ ӄ | Һ һ  |
| Л л | М м | Н н | ӈ   | О о | Ө ө | П п | Р р  |
| С с | Т т | У у | Ү ү | Ф ф | Х х | Ч ч | Ҷ ҷ¹ |
| Ш ш | Щ щ | ъ   | Ы ы | ь   | Э э | ә   | Ю ю  |
| Я я |     |     |     |     |     |     |      |

¹ — У тофаларській абетці 2005 року, підрядковий елемент літери ҷ не прямий, як зображено тут, а скруглений ліворуч — як у літер ӄ і ӈ, але така літера поки відсутня в таблиці Юнікода й загальнодоступних шрифтах.
У дитячих садочках та початкових класах школи (до 4 кл.) тофська мова викладається з 1990 р. З 1996 р. у школах-інтернатах північних районів ведеться навчання основам традиційних промислів та методам виживання в умовах Півночі тофською мовою учнів 5-9 класів.
Вчителів тофської мови готують педагогічний університет Санкт-Петербургу, педагогічне училище народів Півночі в Ігарці, Бурятський педагогічний інститут в Улан-Уде.